# Nikki Egyed
Nikki Egyed o Nikki Butterfield (nom de casada) (Brisbane, 12 d'abril de 1982) és una exciclista i actual triatleta australiana. Com a ciclista fou professional del 2006 al 2009.
Està casada amb el també ciclista i triatleta Tyler Butterfield.

## Palmarès en ciclisme
- 2006
  - Vencedora de 2 etapes al Tour de Bretanya